# دو مسیر (فیلم)
دو مسیر (به هندی: Do Dishayen) فیلمی محصول سال ۱۹۸۲ و به کارگردانی دولال گوها است. در این فیلم بازیگرانی همچون درمندرا، هما مالینی، پریم چوپرا ایفای نقش کرده‌اند.